# Roketsan

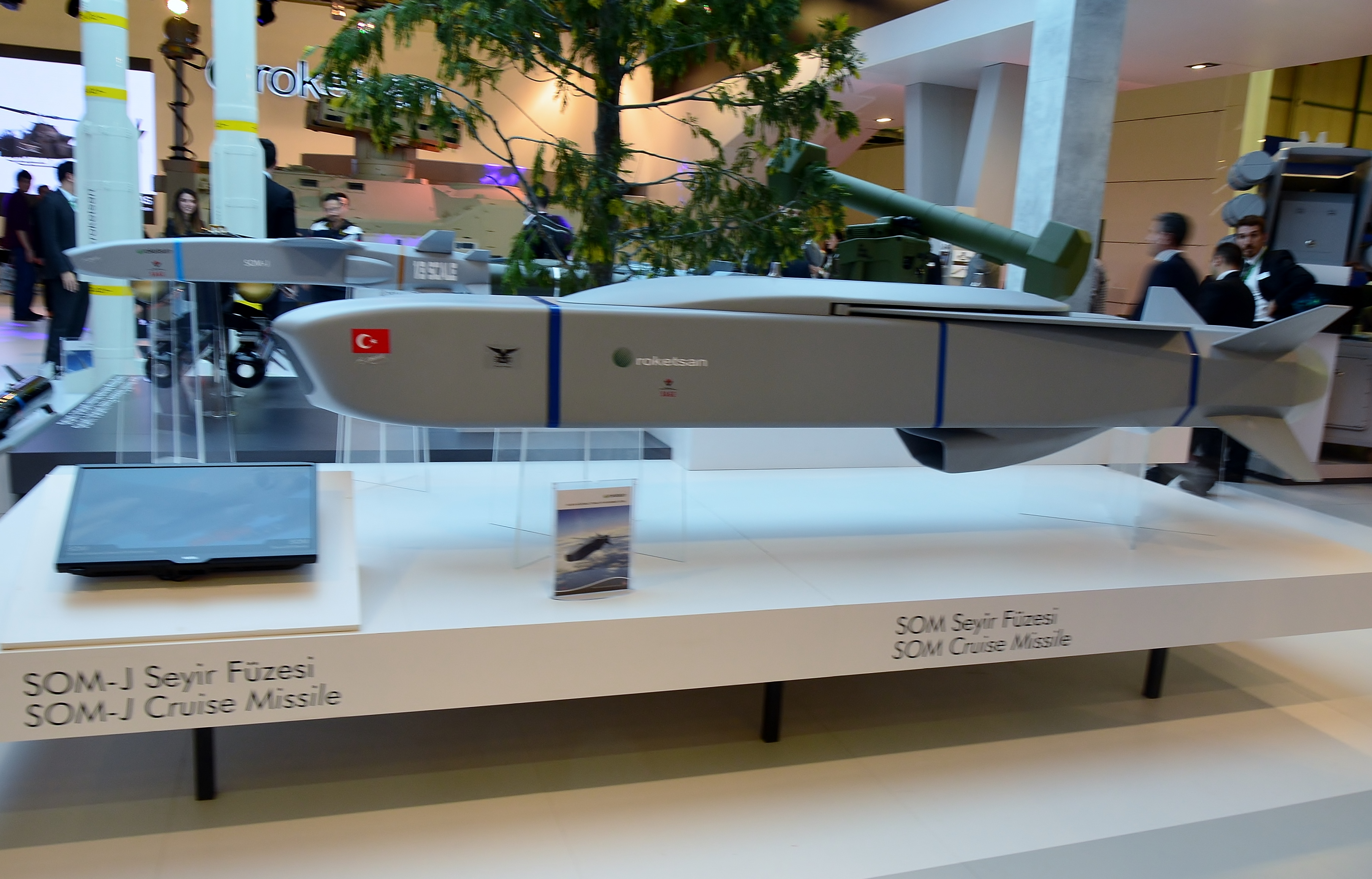
Kruisvluchtwapen SOM-J

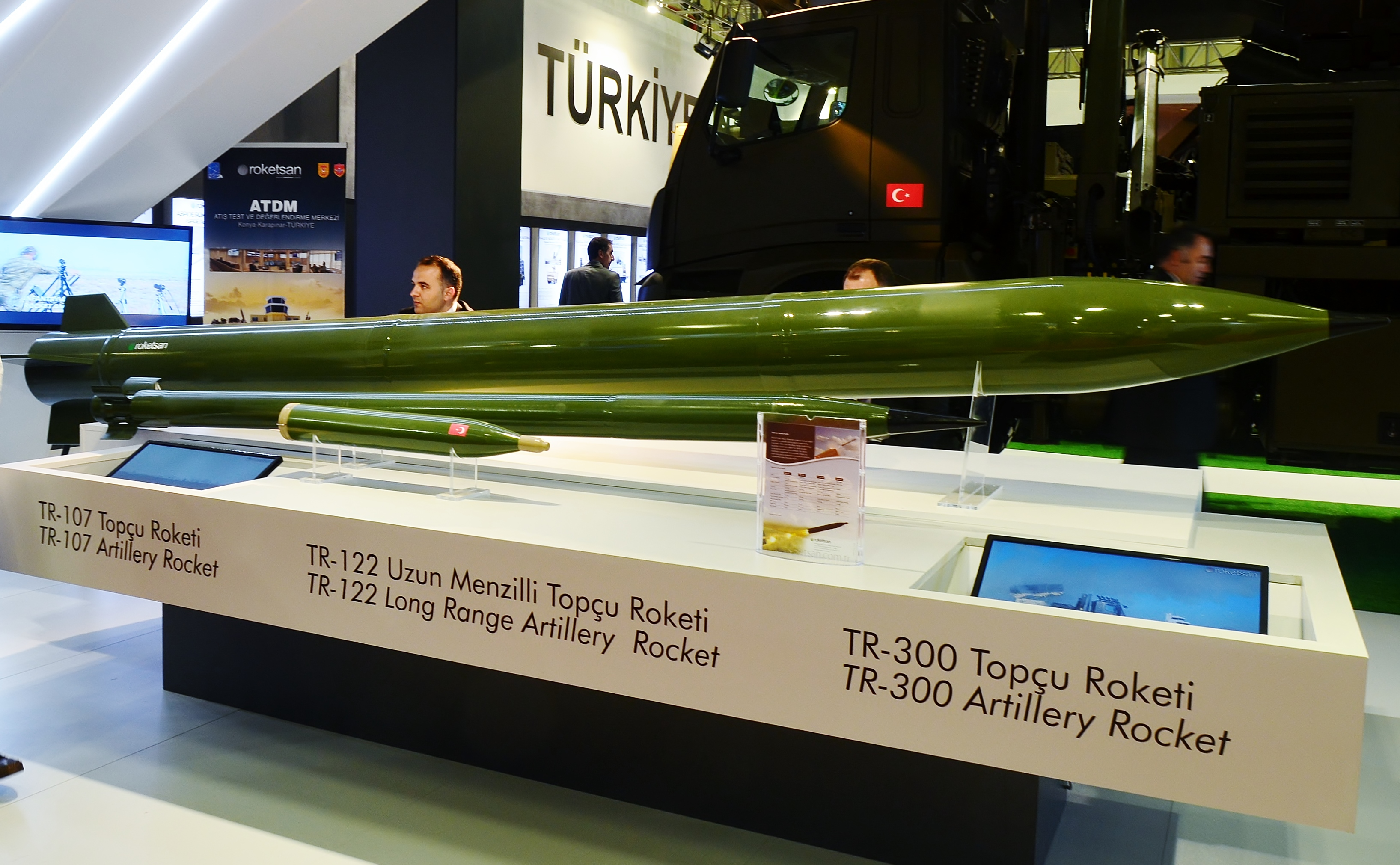
Raketartillerie TR-107, TR-122 en TR-300

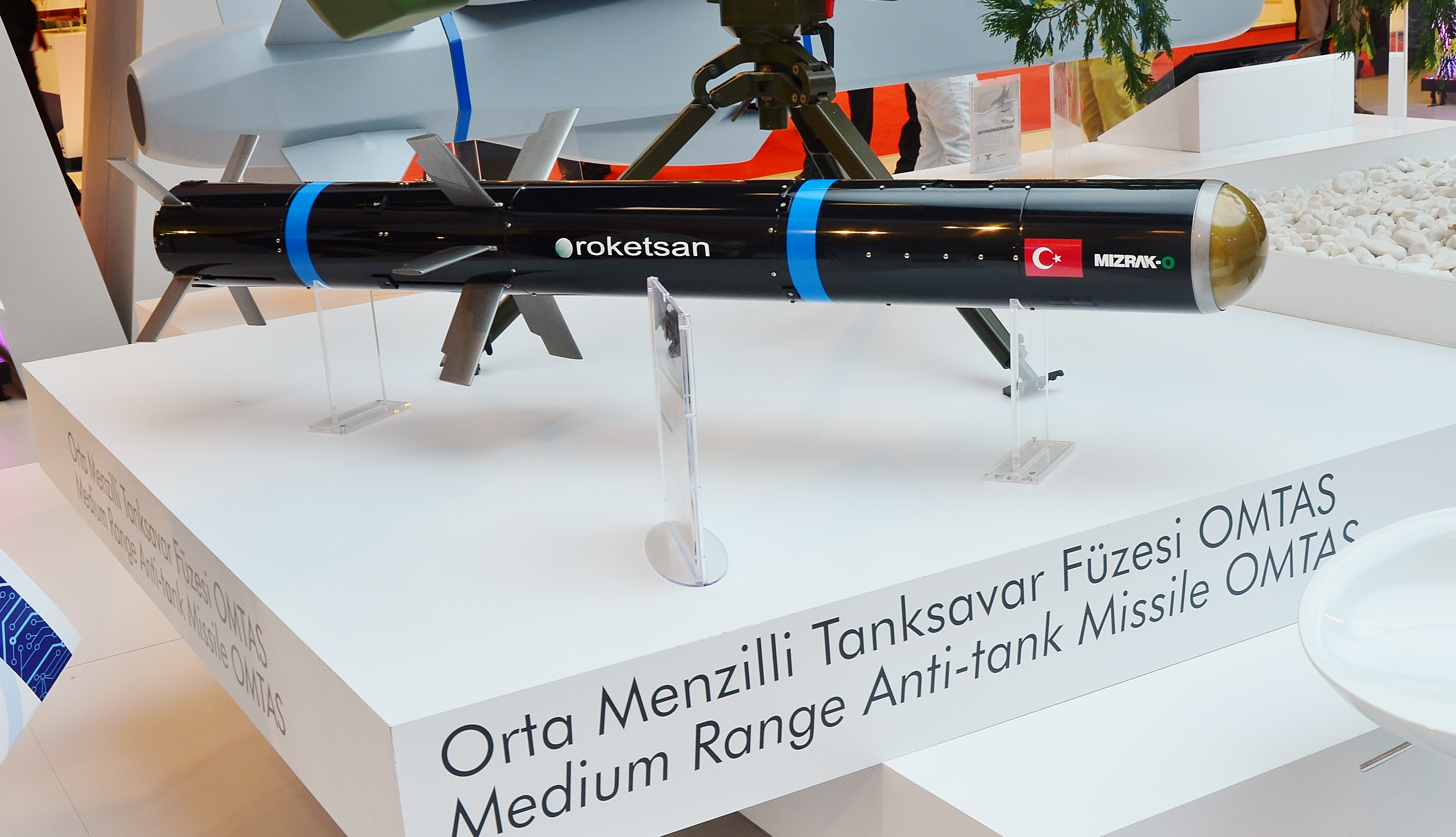
Antitankwapen OMTAS

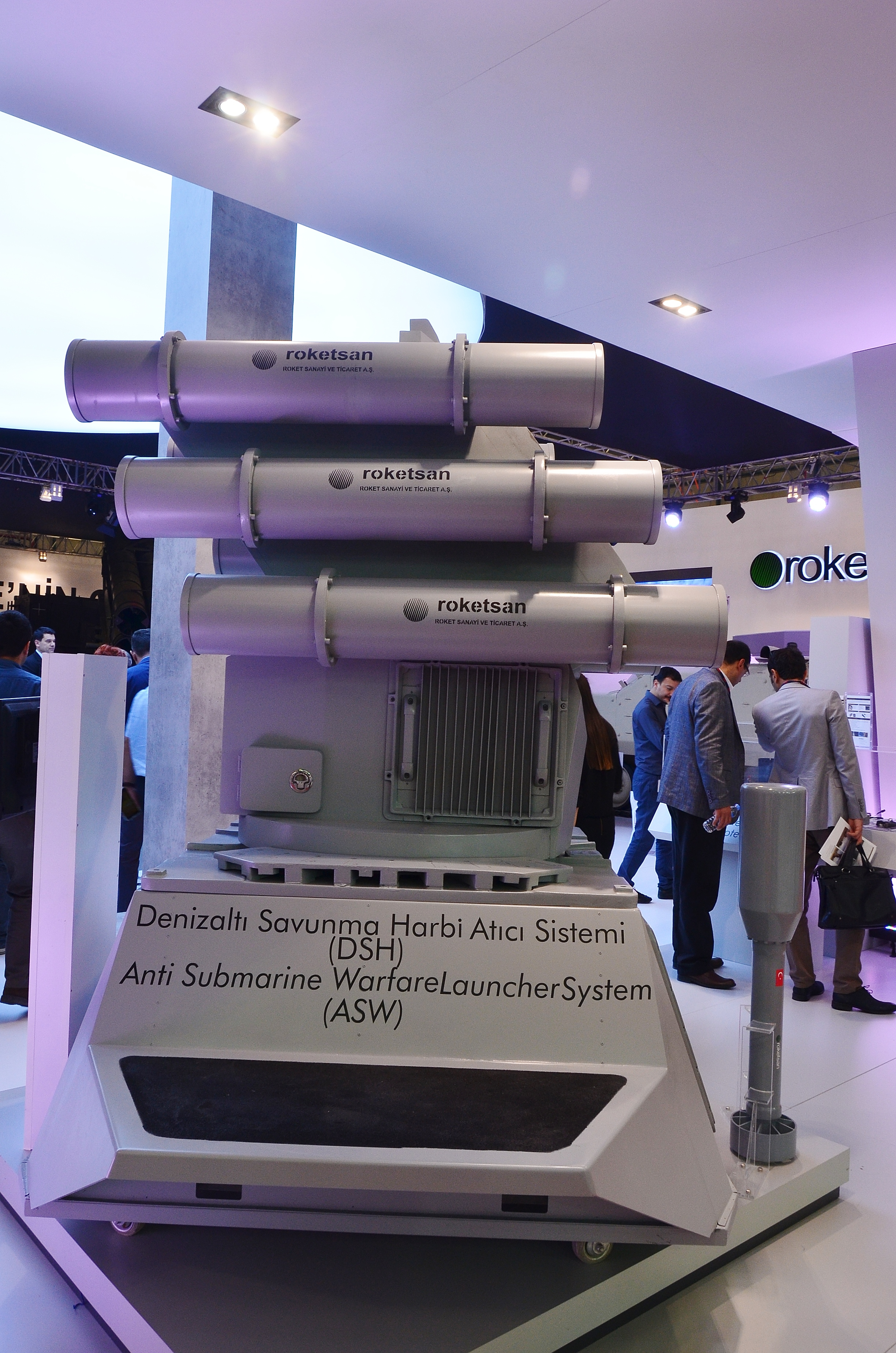
Systeem ASW tegen onderzeeboten

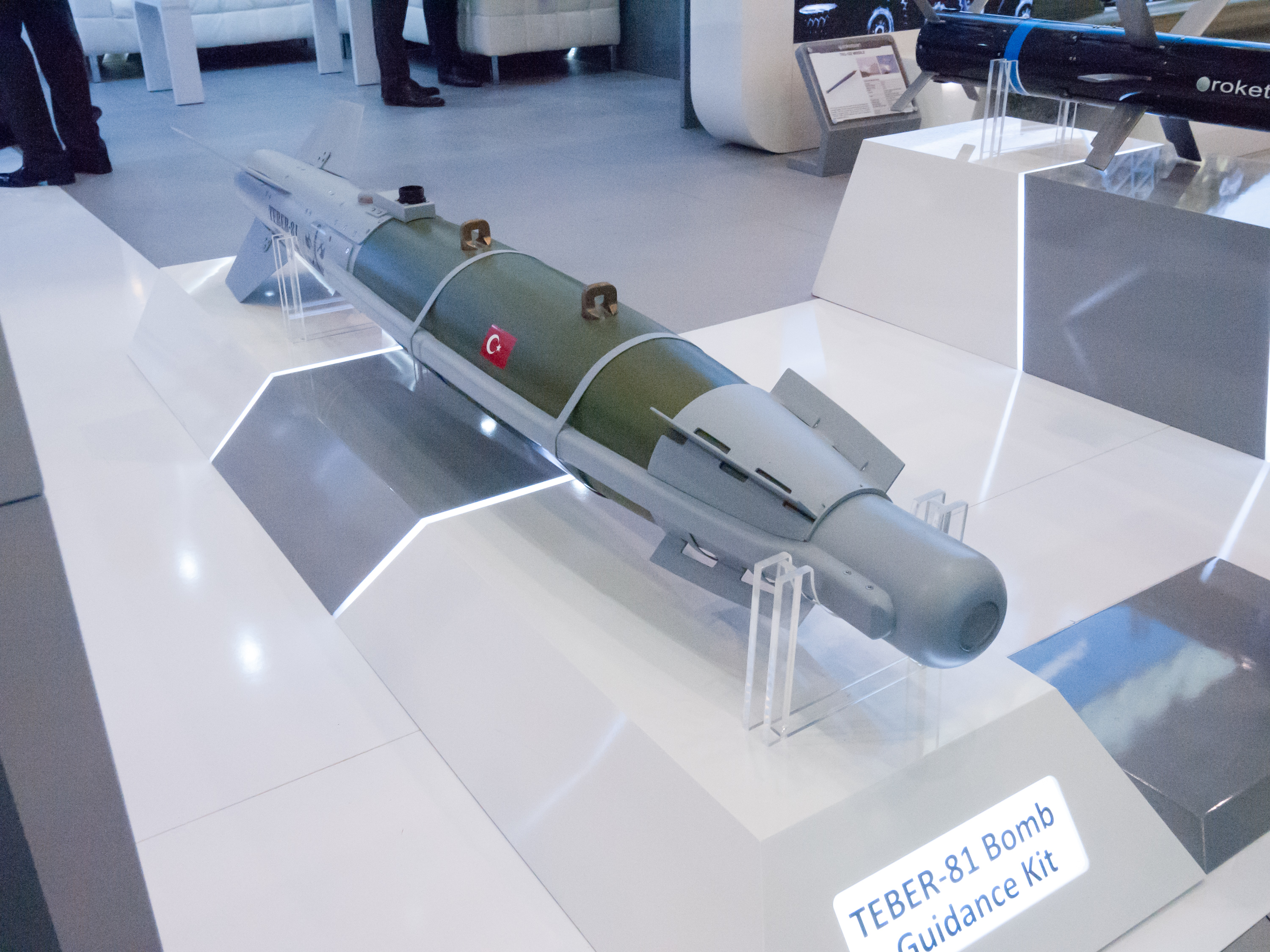
Kit voor zweefbommen Teber 81

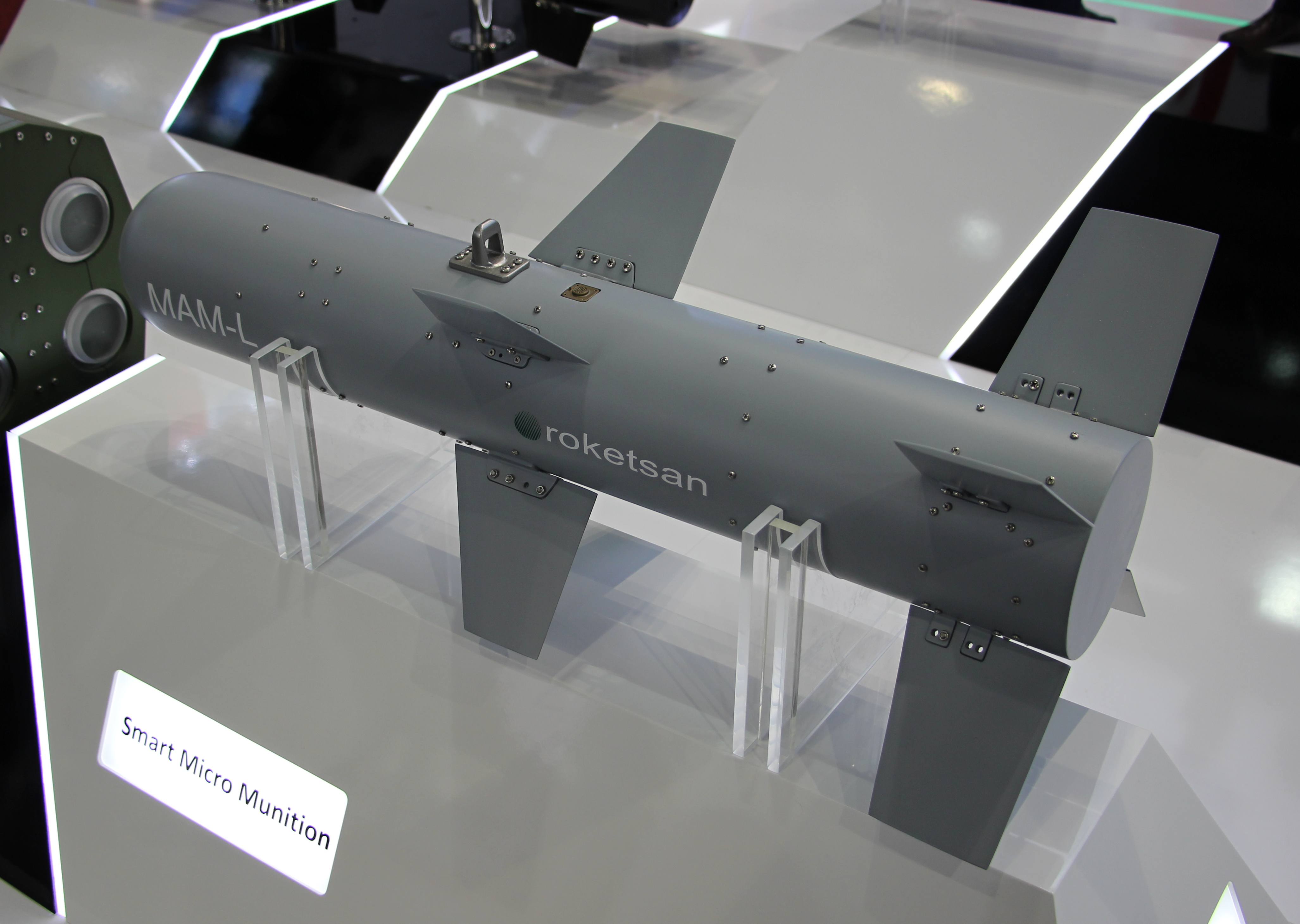
Platform voor kleine slimme munitie MAM-L

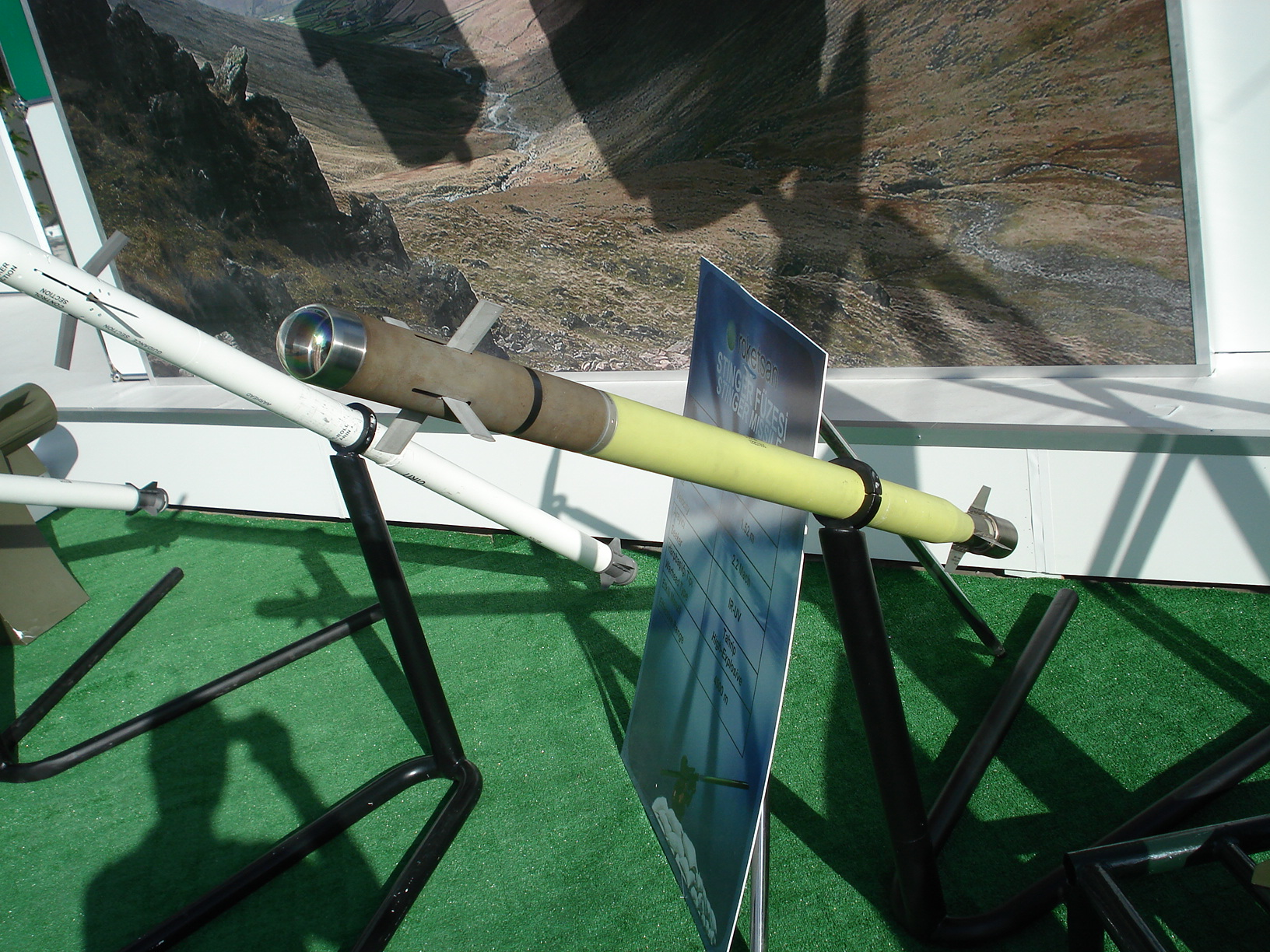
FIM-92 Stinger in licentie geproduceerd

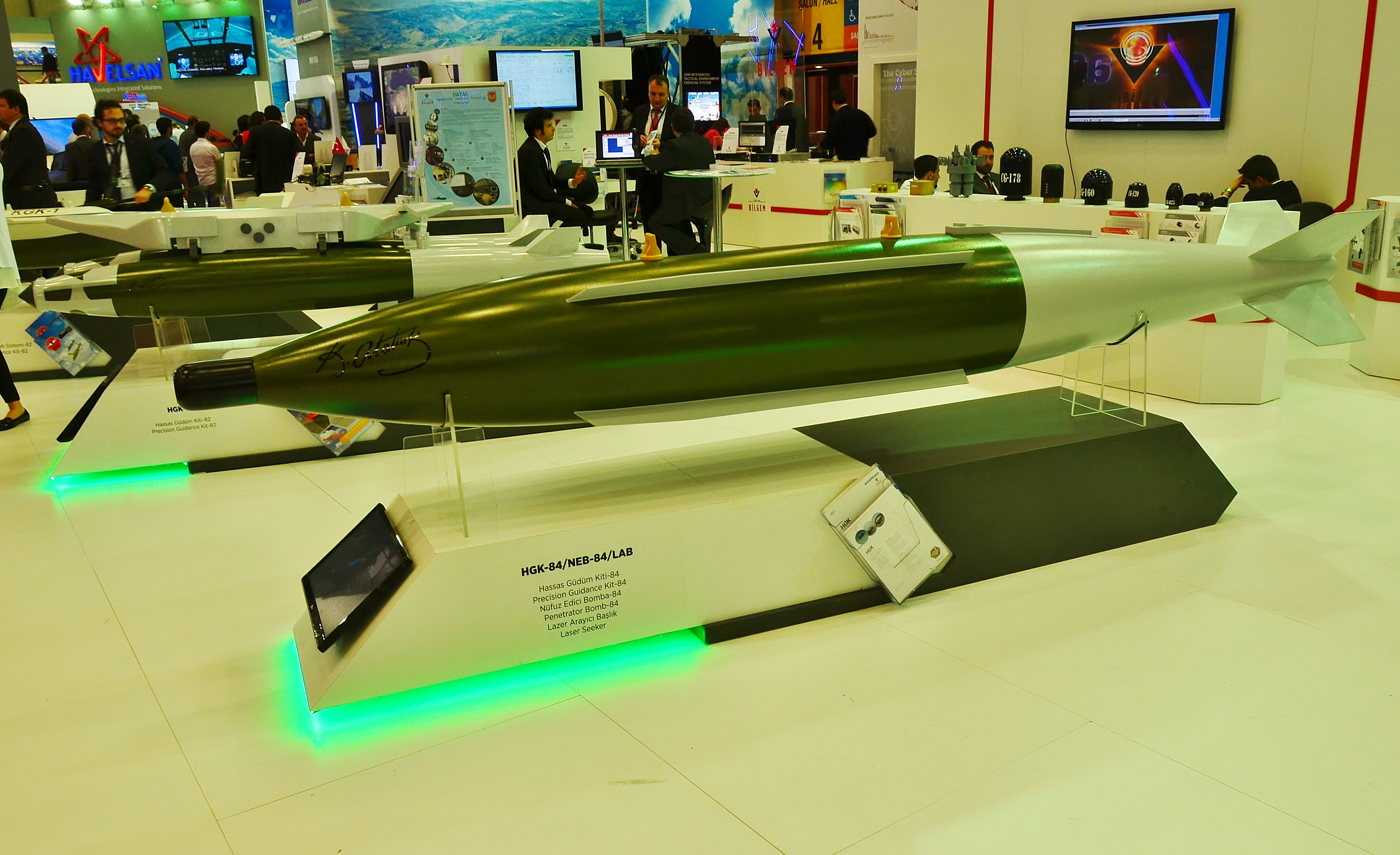
geleid wapen kit HGK-84, penetratorbom NEB-84 en laserzoeker LAB

Roketsan A.Ş.  (Turks: Roket Sanayii ve Ticaret A.Ş.) is een Turkse wapenfabrikant gespecialiseerd in de ontwikkeling en productie van raketwapens. Het bedrijf werd in 1988 opgericht en heeft zijn hoofdzetel in de Turkse hoofdstad Ankara.
Het produceert onder meer het SOM kruisvluchtwapen en in licentie de FIM-92 Stinger.